# 昌兴线
昌興線（朝鲜语：／ Ch'anghŭng sŏn */?）是朝鮮民主主義人民共和國咸镜南道的一條鐵道線路，站點為昌興站到蓮興站。

## 路线概况
- 距离：8.3
- 车站数：2
- 轨距：1435mm
- 电气化区间：直流3kV
- 复线区间：无